# Ordosiodon
Ordosiodon — вимерлий рід тероцефалових терапсид з раннього тріасу Китаю. Він включає два види, O. lincheyuensis і O. youngi.
O. lincheyuensis, типовий вид, був названий китайським палеонтологом К. С. Янгом (Янг Чжунцзянь) у 1961 році на основі часткової нижньої щелепи. Щелепа була виявлена групою дослідників нафти в жовтні 1958 року в нижній формації Ermaying в провінції Шаньсі, яка датується оленекським етапом. Янг назвав рід на честь пустелі Ордос, регіону, де була знайдена щелепа. Ордосіодон спочатку був ідентифікований Янгом як тип діадемодонтидів (діадемодонтиди — це травоїдні цинодонти, які набагато ближче споріднені ссавцям, ніж тероцефали). Янг зазначив кілька незвичайних особливостей Ordosiodon, які відрізняють його від діадемодонтид, включаючи відсутність діастеми або щілини в зубах, відсутність секторальних зубів, схожих на моляри, на задній частині щелепи, конічні іклоподібні зуби та відносно невеликі постканіноподібні зуби. Ordosiodon пізніше був ідентифікований як молодий діадемодонт, щоб пояснити ці відмінності.
У 1979 році частково череп і скелет були знайдені в тому ж районі, що й O. lincheyuensis, і назвали їх Ordosia youngi на честь Янга. O. youngi був ідентифікований як тероцефал і поміщений до родини Ordosiidae. Відмітні характеристики O. youngi включають подовжене вторинне піднебіння на нижній стороні черепа, коротку морду та скроневу (щочну) область, яка ширша за задню частину черепа. Постканініформні зуби збільшуються в розмірах далі в щелепах.
У 1981 році щелепу Ordosiodon було визнано щелепою тероцефала, схожого на Ordosia youngi. Ордосія стала синонімом Ordosiodon, а Ordosia youngi була перекласифікована як Ordosiodon youngi. Назви Ordosia і Ordosiidae тепер поширені родом і родиною кембрійських трилобітів.